# Мартинайтис, Владислав Петрович
Владислав Петрович Мартинайтис — советский хозяйственный, государственный и политический деятель.

## Биография
Родился в 1910 году в Ростове-на-Дону. Член КПСС.
С 1930 года — на хозяйственной, общественной и политической работе. В 1930—1976 гг. — командир механизированной роты Дальневосточной дорожно-строительной бригады, начальник дорожно-строительной бригады, главный инженер строительства тракта в Ангаро-Ленском дорожном управлении, начальник Востсибстройтреста, руководитель спецстроительств № 1. 333 и 351 в Читинской области, начальник Управления автомобильных дорог МВД Литовской ССР, министр автомобильного транспорта и автомобильных дорог ЛССР.
Избирался депутатом Верховного Совета Литовской ССР 5-9-го созыва.
Умер в Вильнюсе в 1983 году.